# Zollernalbkreis
Districtul Zollernalbkreis este un district rural (în germană Landkreis) în landul Baden-Württemberg, Germania.